# Apeirógono

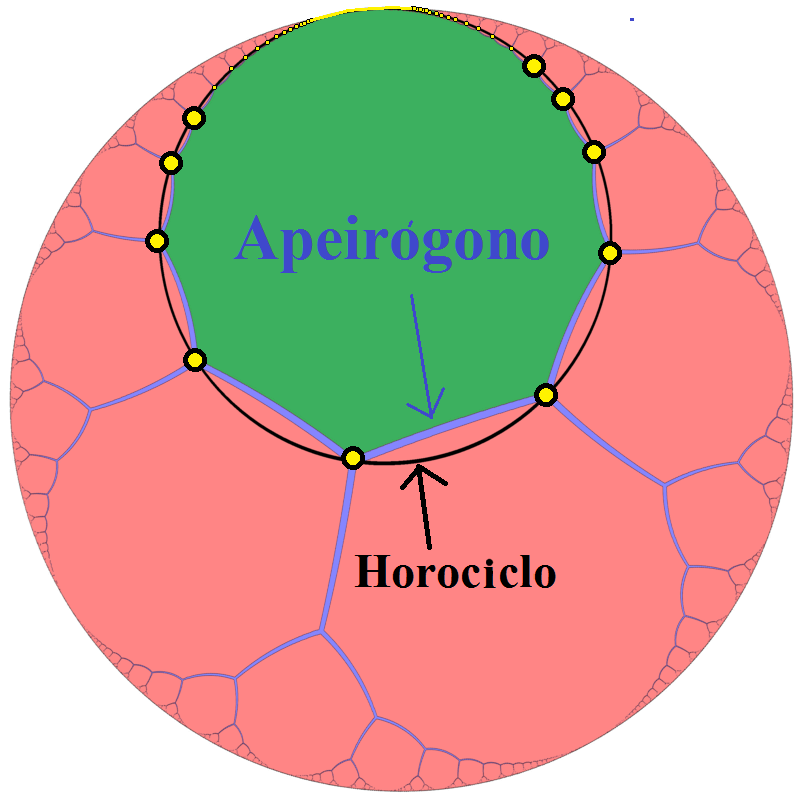
Representación de un apeirógono hiperbólico

En la geometría euclidiana, un apeirógono o infiriperégono es un polígono degenerado con un contablemente infinito número de lados.
Como cualquier polígono, es una secuencia de segmentos y ángulos. Pero así como un polígono ordinario tiene fin ya que es un circuito cerrado, un apeirógono puede no tener fin pues no es posible recorrer el infinito número de lados necesarios para llegar al final en ambas direcciones. No obstante, los apeirógonos cerrados también existen: se dan cuando las esquinas forman secuencias (una en cada dirección, a partir de cualquier punto), cuyos límites convergen en el mismo punto. Dicho punto se denomina punto de acumulación, y cualquier apeirógono cerrado debe tener al menos uno de ellos.
Dos apeirógonos pueden teselar el plano, y el símbolo de Schläfli para este mosaico es {∞, 2}.

## Apeirógono regular
Un apeirógono regular tiene lados de igual longitud y ángulos de igual amplitud, como cualquier polígono regular. Su símbolo de Schläfli es {∞}.
Si el ángulo en las esquinas es de 180°, el aspecto del apeirógono parece una línea recta como se muestra en el dibujo a continuación:
Este tipo de líneas puede ser considerado como una circunferencia de radio infinito, por analogía con los polígonos regulares con un número muy grande de lados que se asemejan a un círculo.

### Formas no rectilineas

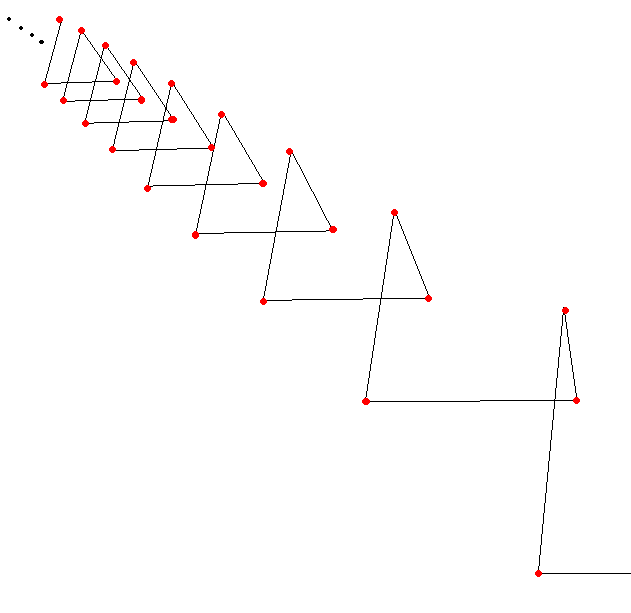
Un apeirógono regular con forma de hélice basada en un triángulo equilátero, dibujada en perspectiva.

Durante algún tiempo, se consideró que la línea recta era el único ejemplo de apeirógono regular, hasta que Branko Grünbaum descubrió dos más.
Si las esquinas se alternan a cada lado de la figura, el apeirógono parece un zig-zag, y tiene simetría de friso de dos dimensiones. No obstante, esta forma solo puede considerarse regular si uno no tiene en cuenta que uno de los lados del plano es el interior del apeirógono y en su lugar trata al apeirógono como una figura sin cuerpo.

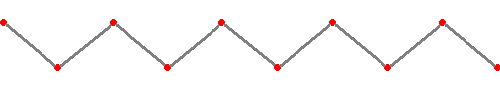
Un zig-zag como un apeirógono regular.

Si cada esquina se desplaza fuera del plano formado por el ángulo anterior, el apeirógono parece una hélice tridimensional. Un polígono como este que no se encuentra en el mismo plano se llama alabeado y puede verse en perspectiva en la imagen de la derecha.
Este polígono puede ser construido a partir de un subconjunto secuencial de bordes dentro de una pila infinita de antiprismas regulares n-dimensionales, aunque a diferencia de los antiprismas, el ángulo de torsión no se limita a un divisor entero de 180°. Este polígono tiene un eje helicoidal.

## Geometría hiperbólica

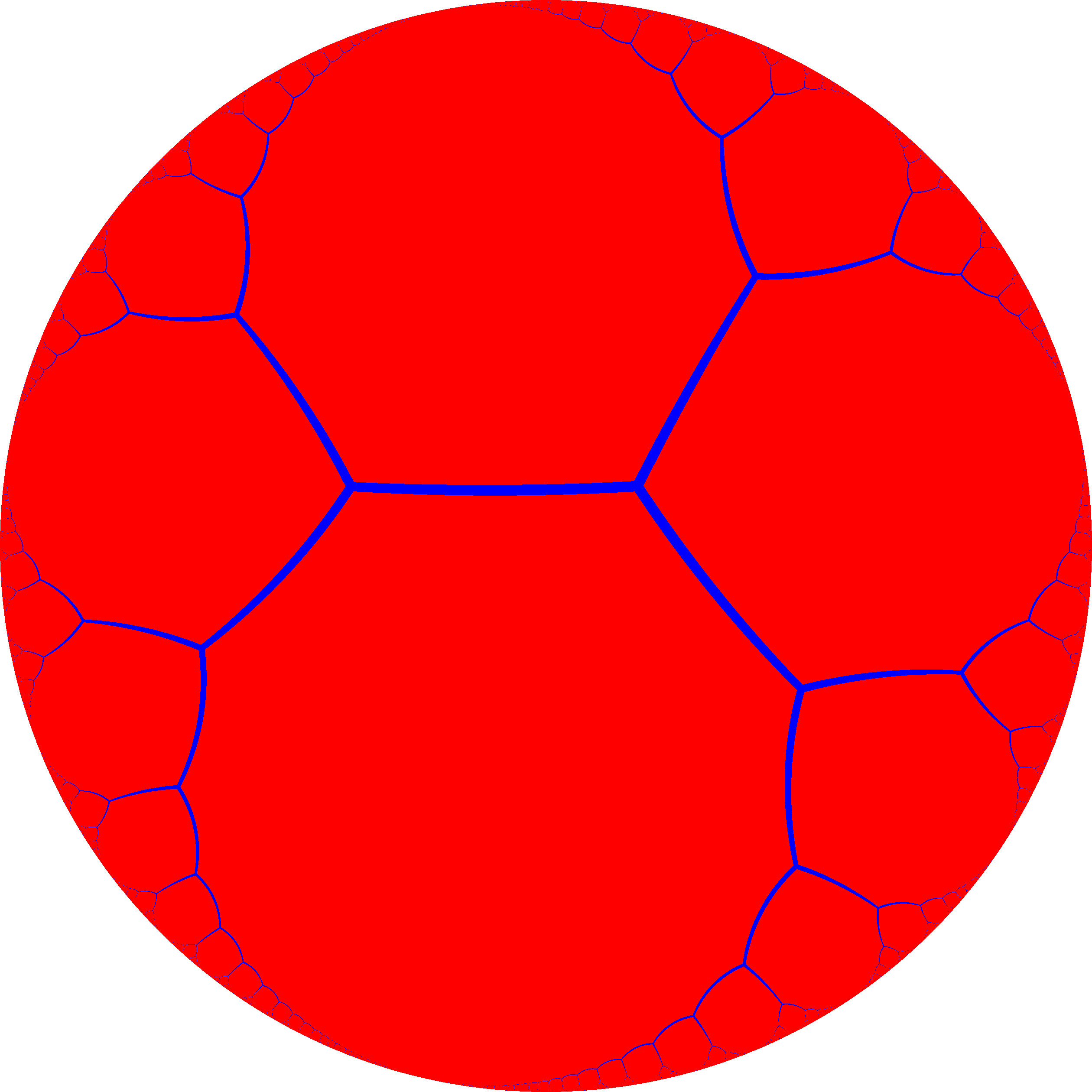
Teselación del plano hiperbólico mediante apeirógonos

En geometría hiperbólica, un apeirógono no es un cuerpo degenerado y aparece en teselas de tipo {∞,3}.